# Dasychira cervina
Dasychira cervina är en fjärilsart som beskrevs av Moore 1879. Dasychira cervina ingår i släktet Dasychira och familjen tofsspinnare. Inga underarter finns listade i Catalogue of Life.